# Joan de Rocatallada
Joan de Rocatallada,  (em provençal Joan de Ròcatalhada e em italiano Johannes de Rupescissa)  (Marcolès entre 1302 e 1310 – Avignon 1366) foi um religioso franciscano-joaquinista e alquimista.

## História

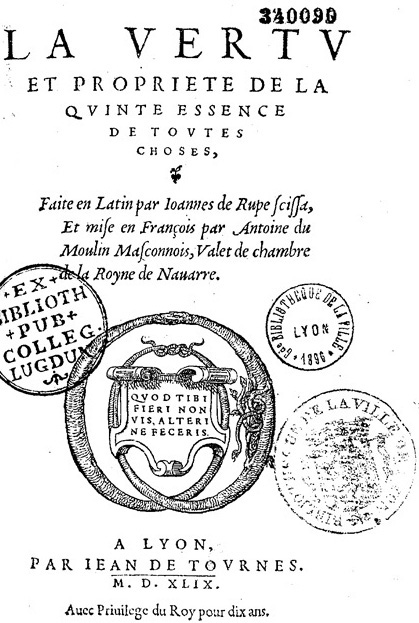
Manuscrito de Jean de Roquetaillade 1350.

Estudou filosofia, entre 1327 e 1332, na Universidade de Toulouse, entrando em seguida para o mosteiro franciscano na comuna francesa de Aurillac, onde continuou seus estudos de teologia por um período de mais cinco anos.
Naquele momento, os franciscanos estavam em conflito interno, onde de um lado existiam os "franciscanos espirituais", liderados por Pedro João de Olivi, e do outro a maioria dos franciscanos (vide Questão da Pobreza Apostólica). Nesse conflito, Joan de Rocatallada apoiaria os "espirituais".
Suas profecias que incluíam críticas à hierarquia eclesiástica resultaram na sua prisão, em conventos franciscanos (entre dezembro de 1344 e 1349) e na prisão papal em Avinhão (entre 1349 e 1364). Em Avinhão, escreveu três tratados escatológicos: Liber Secretorum Eventuum, Liber Ostensor e Vade mecum in tribulatione (escrito em 1356). Seus outros trabalhos incluem comentários sobre a Oraculum Cyrilli, e o recém descoberto Sexdequiloquium e muitos outros tratados que foram perdidos e comentários sobre várias profecias.
Em 1360 o papa Inocêncio VI ordenou sua transferência para o castelo de Bagnoles, aonde permanece até o ano de 1365, quando já  enfermo retornou a Avignon, cidade aonde faleceu.
Seus experimentos em destilação permitiram a obtenção de um álcool de elevada pureza que ele chamou de aqua vitae também conhecida como quinta essentia, que era considerado uma panacéia para todas as doenças. Assunto tratado em duas de sua obras De consideratione quintæ essentiæ (Basileia, 1561) e De extractione quintæ essentiæ. O texto sobre alquimia posteriormente foi a base para a utilização da química na Medicina.
Outro trabalho conhecido é "O Livro da Luz" (Liber Lucis) descrevendo o forno alquímico do tempo. Além disso, o livro adicionou uma profecia aonde afirmava que a Pedra Filosofal é necessáriia para alcançar a libertação do espírito.